# بی‌سی‌جی‌ئی
بی‌سی‌جی‌ئی (انگلیسی: Banque cantonale de Genève) شرکت خدمات مالی و بانکداری سوئیسی است، که در سال ۱۹۵۳ تأسیس شد.